# Kal (pri Hrastniku)
za druge pomene glej Kal (razločitev)
Kal je 985 m vrh, ki se nahaja severovzhodno od Hrastnika. Kal je med dvema bolj znanima vrhovoma: Mrzlica in Klobuk.
Po Kalu se imenuje tudi istoimensko naselje v Občini Hrastnik.

## Možne poti
| Pot                       | Čas hoje | Zahtevnost          |
| ------------------------- | -------- | ------------------- |
| Hrastnik-Kal (Čez Klobuk) | 2h 25min | Lahka, označena pot |
| Hrastnik-Kal (čez Ravne)  | 2h 25min | Lahka, označena pot |